# Зубченко, Прокофий Степанович
Прокофий Степанович Зубченко (1867 — ?) — член Государственной думы II созыва от Подольской губернии, крестьянин.

## Биография

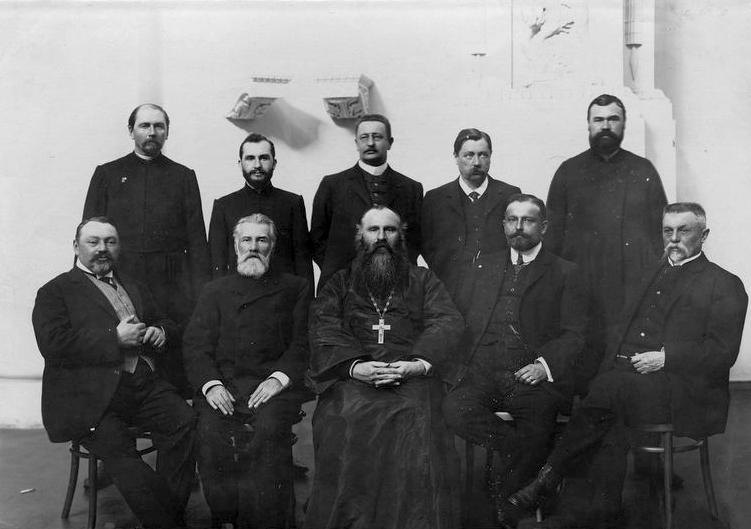
Депутаты Государственной думы II созыва от Подольской губернии. Стоят: Соловей А. А., Неизвестный-1, Неизвестный-2, Мороз П. С., Туперко С. Т.; сидят: Семёнов А. И., Лисовский В. К., Дидурык А. И., Гриневич А. И., Рогожа П. М., Матвеев С. К., Зубченко П. С., Дубонос Ф. Ф.

Православный, крестьянин села Кирносовки Брацлавского уезда.
Начальное образование получил дома. Занимался земледелием (1,8 десятины).
В феврале 1907 года был избран во II Государственную думу от Подольской губернии. Входил в Трудовую группу и фракцию Крестьянского союза, а также в Украинскую громаду. Состоял членом аграрной комиссии.
Судьба после роспуска II Думы неизвестна.